# Phylocentropus harrisi
Phylocentropus harrisi is een schietmot uit de familie Dipseudopsidae. De soort komt voor in het Nearctisch gebied.